# Pietro Aron

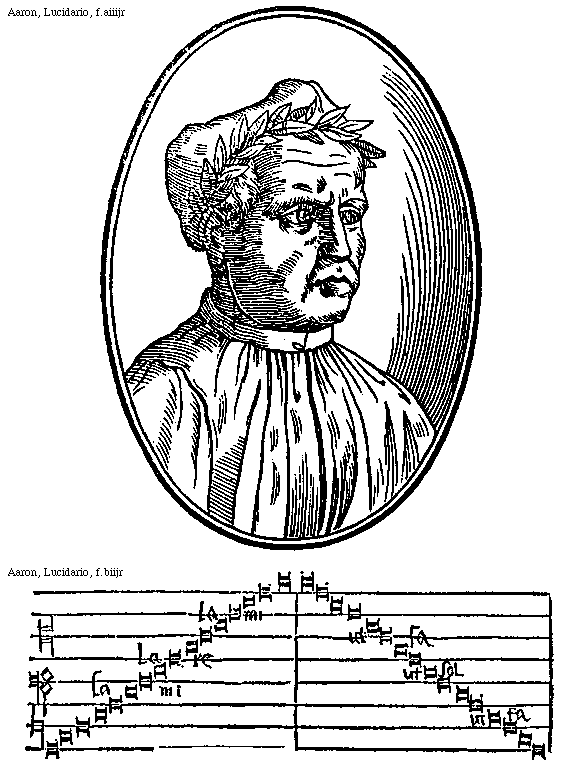
Pietro Aaron, Lucidario in musica, 1545

Pietro Aron, auch Pie(t)ro Aaron und Aaron (* um 1480 in Florenz; † nach 1545 zu Venedig), war ein italienischer Musiktheoretiker und Komponist der Renaissance.

## Leben
Aron war 1516 Priester in Imola, war von 1520  bis Juni 1522 dortselbst Sänger an der Kathedrale und gab in der Stadt Musikunterricht. Ab 1523 war er als maestro di casa im Dienst des Johanniterritters und Priors von Venedig Sebastiano Michiel in Venedig tätig. Diesem widmete er seinen Traktat Thoscanello de la musica 1523. 1536 wurde Aron Mönch in einem Kreuzherrenkloster bei Bergamo. 1545 erlebte er noch die Veröffentlichung seines Lucidario, wohl aber nicht mehr jene des undatierten Compendiolo.
Er schrieb im Vorwort des Thoscanello von seiner einfachen Herkunft und scheint Autodidakt gewesen zu sein.

## Theoretisches Werk
In seinen Schriften befasste er sich vor allem mit Kontrapunkt und Kompositionstechnik, dem modalen Skalensystem (besonders der möglichen Anwendung der älteren Kirchentonarten auf die zeitgenössische Praxis) und der Musica ficta (der Anwendung von Vorzeichen). Er beschrieb als einer der ersten Theoretiker die mitteltönige Stimmung. Er veröffentlichte nicht in lateinischer, sondern in italienischer Sprache, was für einen Musiktheoretiker seiner Zeit neu war.

## Bedeutung
Aron versuchte die alten Lehren über die Kirchentonarten, den Kontrapunkt und die Musica ficta auf die zeitgenössische Musik anzuwenden, als diese sich bereits massiv gewandelt hatte, wobei seine Erörterungen als Zeitdokument wichtig sind. Die Korrespondenz mit seinem Freund Giovanni Spataro zeigt ihn als Mann der Praxis, der mitunter unsystematisch vorging. Spataro wies ihn auf manche Fehler hin und ging in seiner Kritik so weit, dass er den Trattato als „senza ordine et verità“ kritisierte.
Sehr wichtig wurde seine präzise Beschreibung der mitteltönigen Stimmung, die in der Folgezeit die verbreitetste Stimmung für Tasteninstrumente wurde und erst von Andreas Werckmeisters wohltemperierten Stimmungen abgelöst wurde.

## Schriften
- Libri tres de institutione harmonica, Bologna 1516
- Thoscanello de la musica, Venedig, 1523; drei Nachdrucke als Toscanello in musica 1529, 1539, 1562, den gelegentlichen Nachdruck 1557 scheint es nicht gegeben zu haben.
- Trattato della natura et cognitione di tutti gli tuoni di canto figurato, Venedig 1525; 1950 teils englisch übersetzt in O. Strunk: Source Readings in Music History, New York
- Lucidario in musica di alcune opinione antiche e moderne, Venedig 1545
- Compendiolo di molti dubbi, segreti, et sentenze intorno al canto fermo et figurato, Mailand posthumum, nach 1545

## Kompositionen
- Io non posso più durare für vier Stimmen, in: Frottole libro quinto, Venedig 1505 RISM ID: 850690556 RISM ID: 993100608 (Digitalisat der Österreichischen Nationalbibliothek S. 111f)
- Credo für sechs Stimmen, In illo tempore loquente Jesu, Letatus sum, Messe für fünf Stimmen, Motette über den cantus firmus „Da pacem“, Motetten und Madrigale. Alle letzteren Werke gelten als verschollen.